# Gouvernement Siliana

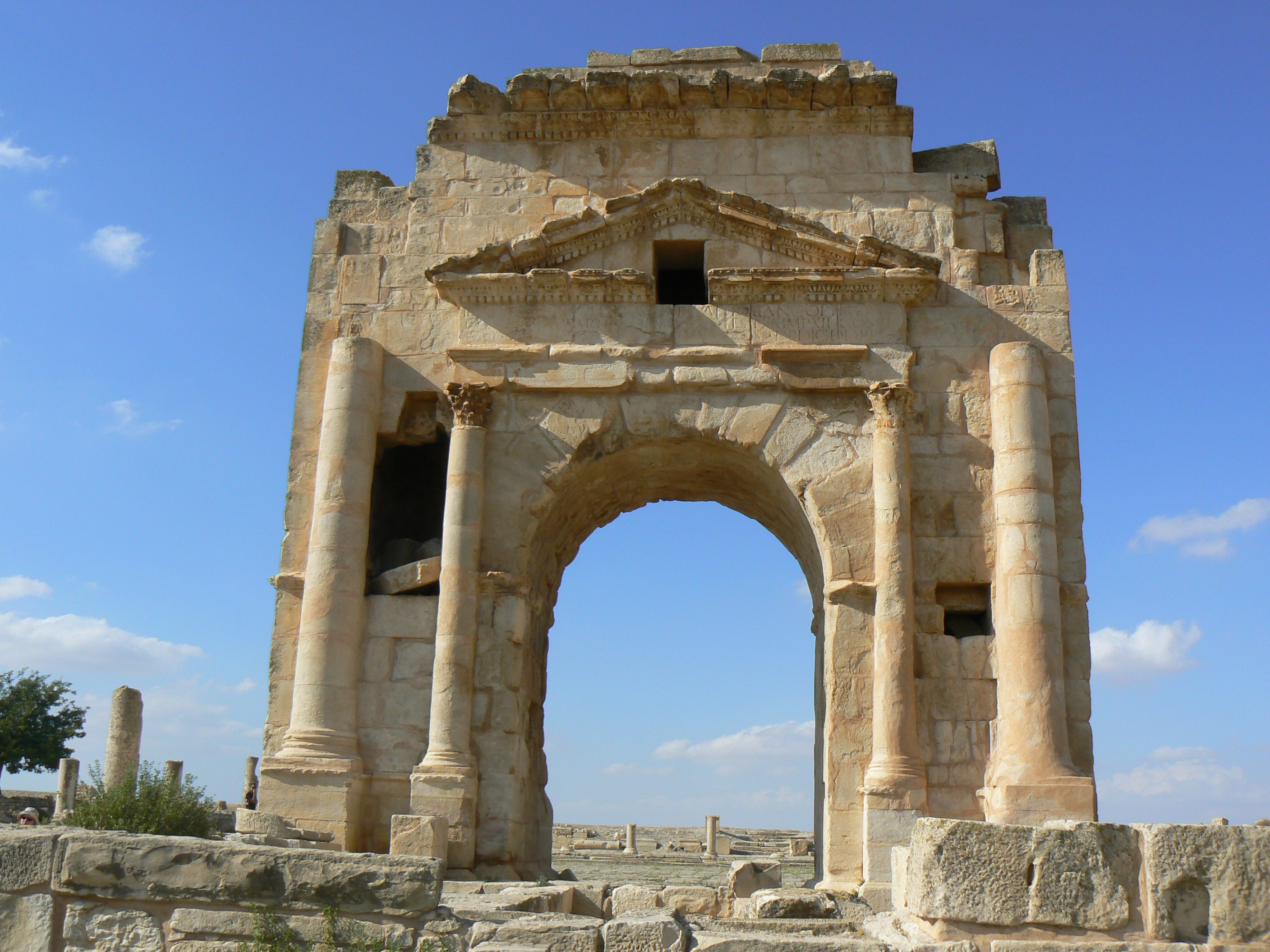
Trajansbogen von Mactaris

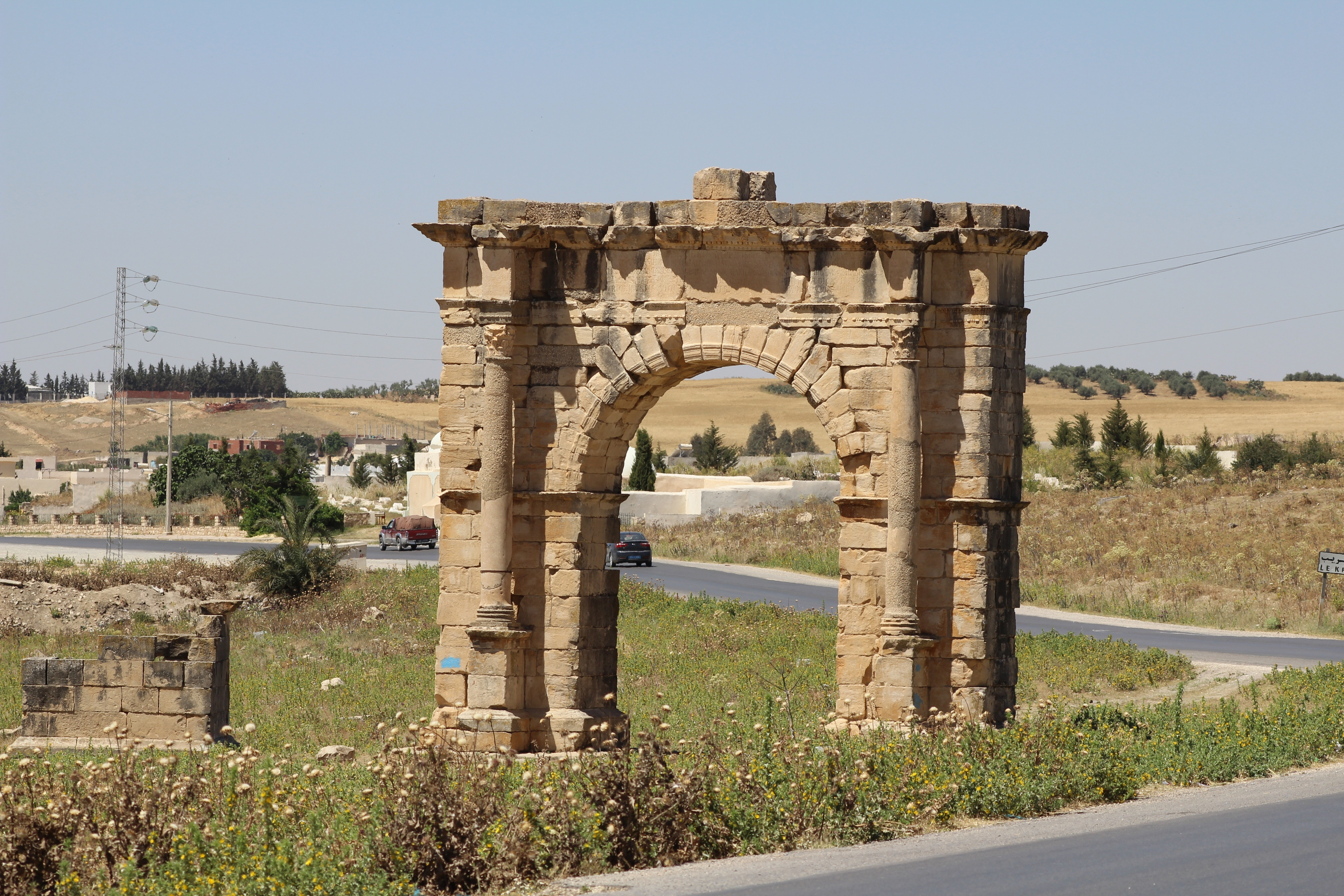
Triumphbogen bei El Krib

Das Gouvernement Siliana (arabisch ولاية سليانة, DMG Wilāyat Siliyāna) ist eines der 24 Gouvernements Tunesiens. Es liegt im Norden des Landes in Höhen zwischen 250 und 1350 m (Djebel Serj), hat eine Fläche von 4642 km² und etwa 223.000 Einwohner. Hauptstadt ist die gleichnamige Stadt Siliana.

## Delegationen
Das Gouvernement umfasst elf Delegationen:
| Delegation     | Einwohner 2004 | Einwohner 2014 |
| -------------- | -------------- | -------------- |
| Bargou         | 13.823         | 12.482         |
| Bou Arada      | 20.877         | 20.444         |
| El Aroussa     | 9.783          | 9.907          |
| El Krib        | 21.546         | 20.155         |
| Gaâfour        | 17.963         | 16.934         |
| Kesra          | 17.763         | 16.404         |
| Makthar        | 31.139         | 29.052         |
| Rouhia         | 29.991         | 25.951         |
| Sidi Bou Rouis | 15.712         | 12.618         |
| Siliana Nord   | 26.102         | 28.907         |
| Siliana Sud    | 29.286         | 30.233         |
| Summe          | 233.985        | 223.087        |

## Klima
Die durchschnittlichen Temperaturen liegen in Abhängigkeit von der Höhe und der Bewölkung zwischen 2 und 12 °C in den Winternächten bzw. 10 und 15 °C am Tag; die sommerlichen Temperaturen liegen im Bereich zwischen 25 und 40 °C am Tag bzw. zwischen 10 und 30 °C in der Nacht. Die jährlichen Niederschlagsmengen schwanken meist zwischen 300 und 500 Millimetern.

## Wirtschaft
Die Landwirtschaft ist noch immer der dominante Wirtschaftssektor der Region – Getreide, Obstbau (Oliven, Mandeln) und der Anbau von Gemüse (Spargel, Tomaten etc.) sind die Hauptprodukte; daneben wird in nicht unbedeutendem Umfang Viehzucht (Milch, Fleisch) betrieben.

## Natur
Die Region ist weitgehend vom Menschen kultiviert; größere Waldgebiete befinden sich beim Djebel Chehid (710 m) im äußersten Norden bzw. beim Djebel Serj (1357 m) und Djebel Bargou (1266 m) im äußersten Süden. Hydrologisch ist sie vom gleichnamigen Fluss Oued Siliana geprägt.

## Geschichte

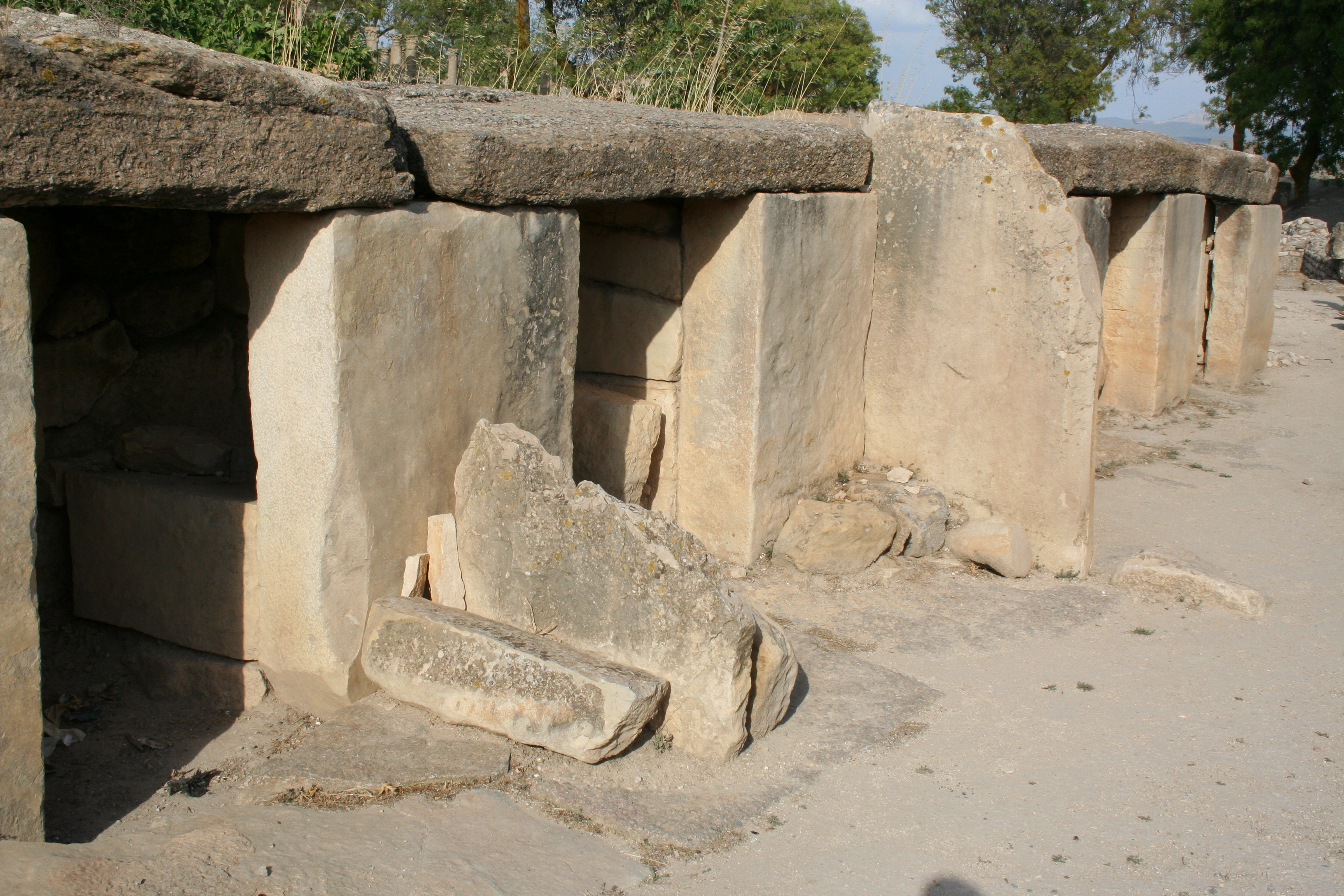
Megalithbauten von Makthar

Bereits in der Zeit der späten Megalithkulturen (um 2500 v. Chr.) war die Gegend besiedelt; später siedelten hier Berber, die von den Römern unterworfen wurden. Im 6. Jahrhundert kontrollierten die Byzantiner mit ihren Festungsbauten das Gebiet. Seit der zweiten Hälfte des 7. Jahrhunderts dominiert der Islam das religiöse und geistige Leben.

## Kultur
Bedeutendste Römerstadt des Gouvernements ist Mactaris, aber auch die Fundstätten bei El Krib sind von Bedeutung; die Überreste der Festungen aus byzantinischer Zeit sind zumeist in sehr schlechtem Zustand. Die Megalithbauten von Makhtar sind – neben denen von Ellès und denen vom Djebel Gorra – in Tunesien und in den angrenzenden Maghreb-Staaten einzigartig.